# In Rape Fantasy and Terror Sex We Trust
In Rape Fantasy and Terror Sex We Trust — шестой студийный альбом американской инди-рок-группы Joan of Arc, выпущенный 4 февраля 2003 года лейблом Perishable Records. Песни были записаны на тех же сессиях, что и So Much Staying Alive and Lovelessness, и альбом считается чем-то вроде компаньона к этой пластинке. Заглавный трек был создан как попытка Тима Кинселлы передать эффект, который произвела на него песня «The Sky’s Gone Out» британской рок-группы Bauhaus, «когда ему было 10 лет и он случайно купил её до того, как был готов её услышать». Это один из немногих альбомов Joan of Arc, не получивший винилового релиза.

## Отзывы
| Совокупная оценка | Совокупная оценка |
| Источник          | Оценка            |
| ----------------- | ----------------- |
| Metacritic        | 63/100            |
| Оценки критиков   |                   |
| Источник          | Оценка            |
| Allmusic          | [ 1 ]             |

Альбом получил положительные отзывы музыкальной критики и интернет-изданий: Allmusic. На интернет-агрегаторе Metacritic, который присваивает нормализованный рейтинг из 100 баллов по рецензиям основных изданий, альбом получил средний балл 63, что означает «благоприятный приём».
МакКензи Уилсон отметил в Allmusic, что «Братья Кинселла продолжают свою мрачную, фрагментарную инди-стилистику. Joan of Arc гораздо более абстрактны и мрачны на In Rape Fantasy и Terror Sex We Trust. Как будто название не наводит на размышления, чикагский коллектив лишает жар и стрельбу, характерные для ранних синглов Bauhaus, и сжимает их в мерзкий накат из колокольчиков, синтезаторов и перкуссии. В каком-то смысле Joan of Arc создают своё собственное сценическое шоу, в котором все ломается и сходится, но никогда не слишком сильно, чтобы это имело смысл. Гитарные риффы наматываются на катушки, барабаны несут громовой ритм, а глючный вокал извращается, когда Joan of Arc критикуют американские условности („Happy 1984 and 2001“), плюют на невежество главной улицы („Gang Language“) и высмеивают идеалы знаменитостей („That Radiant Morning“). Девятиминутный заглавный трек, который является собственным размышлением Сэма Зурика о том, как он отреагировал на песню Bauhaus „The Sky’s Gone Out“ в возрасте десяти лет, — это проявляющийся, искажённый вальс, не имеющий ничего общего с самим названием, но тематически такой же призрачный и странный. Joan of Arc в очередной раз превзошли себя как художники. В Rape Fantasy и Terror Sex We Trust вдохнули страх в прекрасный кошмар, и в этом нет ничего эмо».

## Список композиций
1. Sing the Scarecrow Song — 3:29
2. Happy 1984 and 2001 — 6:17
3. Excitement is Exciting — 3:13
4. Barge — 5:08
5. Gang Language — 4:24
6. Moonlighting — 3:33
7. Dinosaur Constellations Part 1 — 1:54
8. Them Brainwash Days — 3:17
9. Dinosaur Constellations Part 2 — 2:46
10. No Corporate News is Good News — 2:47
11. That Radiant Morning — 1:38
12. Them Heartache Nights — 0:46
13. Dinosaur Constellations Part 3 — 0:37
14. In Rape Fantasy and Terror Sex We Trust — 8:34